# Sierra de Chamá
La sierra de Chamá  es una sierra ubicada en el departamento de Alta Verapaz, Guatemala. Esta sierra que tiene unos 200 km de largo es la prolongación de la formación montañosa denominada sierra de los Cuchumatanes. Sus montañas tienen elevaciones entre 1000 y 1500 m s. n. m.